# Валиуллин, Хуснулла Валиуллович
Хуснулла Валиуллович Валиуллин, (тат. Хөснул Вәли улы Вәлиуллин; 15 [28] февраля 1914, деревня Богатые Сабы, Казанская губерния — 24 сентября 1993, Казань) — советский и российский композитор, Заслуженный деятель искусств Татарской АССР (1966), РСФСР (1974), Лауреат Государственной премии Татарской АССР имени Габдуллы Тукая (1989), Участник Великой Отечественной войны.

## Биография
В 1940 году окончил Казанское музыкальное училище Юрия (Георгия) Васильевича Виноградова. В 1950 году окончил Казанскую государственную консерваторию по классу композиции, курс Альберта Семёновича Лемана. В 1950—1951 годах преподавал в Казанском музыкальном училище. В 1968—1973 годах и 1978—1981 годах работал музыкальным редактором Татарского книжного издательства. Член КПСС с 1969 года. Умер 24 сентября 1993 года.

## Произведения
- опера «Самат» на либретто Хай Вахита (1957, 2-я редакция 1977)
- опера «Дим буенда (На берегу Дёмы)» (1965)
- кантата «Родина моя» (1973)

Инструментальные пьесы:
- Танцевальная сюита и 5 маршей для духового оркестра (1962)
- сонатина для фортепиано (1948)
- Лирические танцы для скрипки (1971)
- Романс и Сказка для виолончели
- Пьеса для английского рожка
- два сборника для баяна (1962 и 1968)

Кроме того, написал:
- более 100 песен и романсов
- музыку к 30 драматическим спектаклям

## Память
Имя Хуснуллы и Аллагияр Валиуллиных носит Сабинская детская школа искусств.